# Ostašov (Liberec)
Ostašov (německy Berzdorf) je část statutárního města Liberec ve stejnojmenném okrese v Libereckém kraji. Nachází se na západě Liberce. Liberec XX-Ostašov leží v katastrálním území Ostašov u Liberce o rozloze 1,61 km².

## Historie
První písemná zmínka o vesnici pochází z roku 1545. Místo, kde Ostašov stojí bylo osídleno už v polovině 13. století, ale původní obyvatelstvo však zhruba po deseti letech kvůli válkám vesnici opustilo. V polovině 15. století byla obec založena znovu a to pány z Bieberštejna.[zdroj⁠?!]
V době první světové války byl v Ostašově velký zajatecký tábor, ve kterém umřely stovky zajatců. Do poloviny dvacátého století v obci tradičně převládalo německé obyvatelstvo.  V letech 1938 až 1945 byl Ostašov v důsledku uzavření Mnichovské dohody přičleněn k nacistickému Německu. Po druhé světové válce byli původní obyvatelé vysídleni.

## Obyvatelstvo
| Rok            | 1869 | 1880 | 1890 | 1900 | 1910 | 1921 | 1930 | 1950 | 1961 | 1970 | 1980 | 1991 | 2001 | 2011 | 2021 |
| -------------- | ---- | ---- | ---- | ---- | ---- | ---- | ---- | ---- | ---- | ---- | ---- | ---- | ---- | ---- | ---- |
| Počet obyvatel | 552  | 480  | 543  | 647  | 717  | 621  | 799  | 505  | 554  | 520  | 537  | 508  | 511  | 599  | 672  |
| Počet domů     | 50   | 51   | 54   | 61   | 68   | 72   | 96   | 105  | 171  | 97   | 104  | 112  | 120  | 147  | 177  |

## Obecní správa
Při sčítání lidu v letech 1869–1962 Ostašov byl samostatnou obcí, se kterým patřil nejprve do okresu Liberec, ale v roce 1950 v okrese Liberec-okolí. K Liberci byla obec připojena 1. ledna 1963 ve stejnojmenném okrese.

## Pamětihodnosti
- Kostel svatého Vojtěcha – zděný kostel z roku 1833 zasvěcený svatému Vojtěchovi. Nyní se zde pořádají kulturní akce.[10]
- Vojenský hřbitov[11]

## Doprava
Čtvrtí prochází železniční trať Liberec – Česká Lípa, je zde i železniční zastávka. Do Ostašova zajíždí linka MHD č. 16 liberecké městské dopravy.